# Aleksander Fryderyk Wirtemberski (1771–1833)
Aleksander Fryderyk Karol Wirtemberski (ur. 24 kwietnia 1771 w Mompelgard, zm. 4 lipca 1833 w Gocie) – książę Wirtembergii, generał rosyjski.

## Życiorys
Syn księcia Fryderyka Eugeniusza i Zofii Doroty. Brat króla Fryderyka I, księcia Ludwika i carycy Marii Fiodorowny.
Od 1782 brygadier armii rosyjskiej, od 1791 służył w armii Neapolu, w której dosłużył się stopnia generała-majora. Od 1793 służył w austriackim wojsku, gdzie w 1794 uzyskał stopień pułkownika, w 1796 generała-majora, a w 1798 generała-lejtnanta, po czym przeszedł w 1799 do armii rosyjskiej pod dowództwem Aleksandra Suworowa. 1794-1801 brał udział w walkach przeciw Francji. Został mianowany gubernatorem Białorusi. Jako generał rosyjski brał udział w bitwie pod Smoleńskiem, pod Małojarosławcem, pod Krasnym, pod Wiaźmą i bitwie pod Borodino. Dowodził oblężeniem Gdańska w 1813 roku. Po wojnie został mianowany ponownie gubernatorem Białorusi, a od 1822 roku został ministrem transportu. Zbudował drogę łączącą Sankt Petersburg i Moskwę.

## Odznaczenia
- Krzyż Wielki Orderu Korony (Wirtembergia)[1]
- Komandor Orderu Zasługi Wojskowej (Wirtembergia)[1]
- Order Świętego Andrzeja Apostoła (Imperium Rosyjskie)[1]
- Order Świętego Aleksandra Newskiego (Imperium Rosyjskie)[1]
- Order Świętego Jerzego I Klasy (Imperium Rosyjskie)[1]
- Order Świętego Włodzimierza I Klasy (Imperium Rosyjskie)[1]
- Order Świętej Anny I Klasy (Imperium Rosyjskie)[1]
- Order Orła Czarnego (Królestwo Prus)[1]
- Order Orła Czerwonego I Klasy (Królestwo Prus)[1]
- Kwaler Orderu Świętego Jana (Zakon Maltański)[1]

## Małżeństwo i dzieci
17 listopada 1798 roku ożenił się z Antoniną z Saksonii-Coburga-Saalfeld. Para miała pięcioro dzieci:
- Marię (1799–1860), żonę księcia Ernesta I z Saksonii-Coburga-Gothy,
- Pawła (1800–1802),
- Aleksandra Fryderyka (1804–1881), generała rosyjskiego, męża Marii Orleańskiej, córki króla Ludwika Filipa I,
- Ernesta Konstantego (1807–1868), generała rosyjskiego,
- Fryderyka (1810–1815).

## Genealogia
| Prapradziadkowie                                                  | książę Wirtembergii Eberhard III Wirtemberski (1614-1674) ∞1637 Anna Katarzyna von Salm-Kyrburg (1614-1655)       | margraf Brandenburgii-Ansbach Albrecht II Hohenzollern (1620-1667) ∞1651 Zofia Małgorzata von Oettingen-Oettingen (1634-1664) | Eugeniusz von Thurn und Taxis (1652-1714) ∞1678 Anna von Fürstenberg-Heiligenberg (1659-1701)                     | Ferdynand August von Lobkowicz (1655–1715) ∞1680 Maria Anna Badeńska (1655-1701)                                  | elektor Brandenburgii Fryderyk Wilhelm I Hohenzollern (1620-1688) ∞1668 Dorota Zofia ze Szlezwika-Holsztynu-Sonderburg-Glücksburg (1636-1689) | Jan Jerzy z Anhaltu-Dessau (1627-1693) ∞1659 Henriette Katarzyna z Oranien-Nassau (1637-1708)                   | król w Prusach Fryderyk I Hohenzollern (1657-1713) ∞1684 Zofia Charlotta Hanowerska (1668-1705)                 | król Wielkiej Brytanii Jerzy I Hanowerski (1660-1727) ∞1682 Zofia Dorota Welf (1666-1726)                       |
| Pradziadkowie                                                     | Fryderyk Wirtemberski (1652-1698) ∞1682 Eleonora Juliana Hohenzollern (1663-1724)                                 | Fryderyk Wirtemberski (1652-1698) ∞1682 Eleonora Juliana Hohenzollern (1663-1724)                                             | Anzelm Franciszek von Thurn und Taxis (1681-1739) ∞ Maria Ludwika von Lobkowicz (1683-1750)                       | Anzelm Franciszek von Thurn und Taxis (1681-1739) ∞ Maria Ludwika von Lobkowicz (1683-1750)                       | Filip Wilhelm Hohenzollern (1669-1711) ∞1699 Joanna Charlotta z Anhaltu-Dessau (1682-1750)                                                    | Filip Wilhelm Hohenzollern (1669-1711) ∞1699 Joanna Charlotta z Anhaltu-Dessau (1682-1750)                      | król w Prusach Fryderyk Wilhelm I Hohenzollern (1707-1752) ∞1706 Zofia Dorota Hanowerska (1687-1757)            | król w Prusach Fryderyk Wilhelm I Hohenzollern (1707-1752) ∞1706 Zofia Dorota Hanowerska (1687-1757)            |
| Dziadkowie                                                        | książę Wirtembergii Karol Aleksander Wirtemberski (1684-1737) ∞1727 Maria Augusta von Thurn und Taxis (1706–1756) | książę Wirtembergii Karol Aleksander Wirtemberski (1684-1737) ∞1727 Maria Augusta von Thurn und Taxis (1706–1756)             | książę Wirtembergii Karol Aleksander Wirtemberski (1684-1737) ∞1727 Maria Augusta von Thurn und Taxis (1706–1756) | książę Wirtembergii Karol Aleksander Wirtemberski (1684-1737) ∞1727 Maria Augusta von Thurn und Taxis (1706–1756) | Fryderyk Wilhelm Hohenzollern (1700-1771) ∞1734 Zofia Dorota Hohenzollern (1719-1765)                                                         | Fryderyk Wilhelm Hohenzollern (1700-1771) ∞1734 Zofia Dorota Hohenzollern (1719-1765)                           | Fryderyk Wilhelm Hohenzollern (1700-1771) ∞1734 Zofia Dorota Hohenzollern (1719-1765)                           | Fryderyk Wilhelm Hohenzollern (1700-1771) ∞1734 Zofia Dorota Hohenzollern (1719-1765)                           |
| Rodzice                                                           | książę Wirtembergii Fryderyk Eugeniusz Wirtemberski (1732-1797) ∞1753 Fryderyka Dorota Hohenzollern (1736-1798)   | książę Wirtembergii Fryderyk Eugeniusz Wirtemberski (1732-1797) ∞1753 Fryderyka Dorota Hohenzollern (1736-1798)               | książę Wirtembergii Fryderyk Eugeniusz Wirtemberski (1732-1797) ∞1753 Fryderyka Dorota Hohenzollern (1736-1798)   | książę Wirtembergii Fryderyk Eugeniusz Wirtemberski (1732-1797) ∞1753 Fryderyka Dorota Hohenzollern (1736-1798)   | książę Wirtembergii Fryderyk Eugeniusz Wirtemberski (1732-1797) ∞1753 Fryderyka Dorota Hohenzollern (1736-1798)                               | książę Wirtembergii Fryderyk Eugeniusz Wirtemberski (1732-1797) ∞1753 Fryderyka Dorota Hohenzollern (1736-1798) | książę Wirtembergii Fryderyk Eugeniusz Wirtemberski (1732-1797) ∞1753 Fryderyka Dorota Hohenzollern (1736-1798) | książę Wirtembergii Fryderyk Eugeniusz Wirtemberski (1732-1797) ∞1753 Fryderyka Dorota Hohenzollern (1736-1798) |
| Aleksander Fryderyk Wirtemberski (1771–1833), Książę Wirtembergii | | | | | | | | |